# Ban-de-Sapt
Ban-de-Sapt é uma comuna francesa na região administrativa de Grande Leste, no departamento de Vosges. Estende-se por uma área de 22,66 km². Em 2010 a comuna tinha 356 habitantes (densidade: 15,7 hab./km²).